# Ракоцифалфа
Ракоцифалфа (мађ. Rákóczifalva) је град у Мађарској. Ракоцифалфа је град у оквиру жупаније Јас-Нађкун-Солнок. 

## Географија

### Локација
Ракоцифалва се налази на левој обали Тисе јужно од Солнока, даље од реке. Његови суседи су Солнок на северу, Кенђел на истоку и Ракоциујфалу на југу.
Покрива површину од 3.594 km2 (1.388 sq mi) и има популацију од 5.307 људи (2015).

## Историја
Археолошка истраживања пре изградње резервоара код места Тисароф, открила су да је подручје уз Тису, заштићено од поплава, било насељено још од праисторије. Најраније откривено насеље датира из неолита, а археолози су на брдима дуж обале пронашли складишне јаме, остатке рудника глине, фрагменте кућног прибора, коштаног и каменог оруђа и реликвије из духовног живота.
Брда су била насељена током раног и средњег бакарног доба, а у тадашњим гробовима пронађени су лонци, зделе и кригле.
У доба раних миграција, у 4. и 5. веку, регион су насељавали Сармати, у великим селима, чији су остаци ископани. Већина сарматских гробова је опљачкана, али су и даље пронађени остаци бронзаних наруквица, накита, римског новца и одеће украшене ћилибарским перлама. Откривена је и мрежа од најмање 20 подземних пећи, повезаних системом тунела.
Године 1964. село је добило хидрофор од 5 m³, тада су почели да граде водоводну мрежу. Културни центар је проширен 1966. године. Године 1968. село је имало парк од 25.000 m².
Основна школа Ракоци је проширена са новим крилом 1968. године, нова једноспратница имала је четири учионице и две политехничке сале.
Мештани села су 1986. године подигли достојно спомен обележје испред општинске куће. Биста је постављена у спомен Ференца Ракоција II, по коме је и место добило име, коју сваке године полагањем венаца обележавају сеоске институције, невладине и пословне организације.
Статус града место је добило 1. јула 2009.

## Становништво
Године 2001. 99% становништва насеља се изјаснило као Мађари, 1% осталих националности (углавном Рома).
Током пописа из 2011. године, 87,3% становника се изјаснило као Мађари, 0,3% као Роми, а 0,3% као Немци (12,6% се није изјаснило). 
Верска дистрибуција је била следећа: римокатолици 33%, реформисани 5,2%, лутерани 0,3%, неденоминациони 32,4% (28,3% се није изјаснило).